# Bistum Niigata
Das Bistum Niigata (lat.: Dioecesis Niigataënsis, jap. カトリック新潟教区, katorikku Niigata kyōku) ist eine in Japan gelegene römisch-katholische Diözese mit Sitz in Niigata.

## Geschichte
Papst Pius X. gründete die Apostolische Präfektur Niigata am 13. August 1912 aus Gebietsabtretungen des Bistums Hakodate. 
Am 18. Februar 1922 verlor es einen Teil seines Territoriums für die Errichtung der Apostolischen Präfektur Nagoya. Mit der Apostolischen Konstitution Sicut provido wurde es am 16. April 1962 zum Bistum erhoben.

## Territorium
Das Bistum Niigata umfasst die Präfekturen Niigata, Yamagata und Akita auf der Insel Honshū.

## Ordinarien

### Apostolische Präfekten von Niigata
- Joseph Reiners SVD (19. November 1912 – 28. Juni 1926, dann Apostolischer Präfekt von Nagoya)
- Anton Ceska SVD (28. Juni 1926 – 1941, gestorben)
- Peter Magoshiro Matsuoka (1941–1953, zurückgetreten)
- John Baptist Tokisuke Noda (13. März 1953 – 11. Oktober 1961, gestorben)

### Bischöfe von Niigata
- Johannes Shōjirō Itō (16. April 1962 – 9. März 1985, emeritiert)
- Francis Keiichi Satō OFM (9. März 1985 – 14. Mai 2004, emeritiert)
- Tarcisio Isao Kikuchi SVD (29. April 2004 – 25. Oktober 2017, dann Erzbischof von Tokio)
- Paul Daisuke Narui SVD (seit 31. Mai 2020)